# Адолф фон Берг (кръстоносец)
Адолф фон Берг (на немски: Adolf von Berg, * между 1120 и 1127, † юли/август 1148 при Дамаск) е немски благордник и кръстоносец.
Той е най-възрастният син на граф Адолф II фон Берг († 12 октомври 1170) и първата му съпруга Аделхайд фон Арнсберг (или фон Капенберг).
Във войската на крал Конрад III той придружава през 1147 г. баща си във втория кръстоносен поход. След неуспешната блокада на Дамаск той пада убит след 28 юли 1148 г.
Той няма деца. Наследството на баща му получават неговите полубратя от втория брак.